# Pliniaca
Pliniaca é um gênero de mariposa pertencente à família Acrolepiidae.